# Gbayi
Pour les articles homonymes, voir gyg.
Le gbayi ou kpatiri est une langue nigéro-congolaise, de la branche des langues oubanguiennes, parlée en République centrafricaine.

## Classification
Le gbayi fait partie du sous-groupe oubanguien, classé dans la branche adamawa-oubanguienne des langues nigéro-congolaises.

## Lexique
Lexique gbayi et ngbandi :
| nᵒ | français          | gbayi               | ngbandi            |
| -- | ----------------- | ------------------- | ------------------ |
| 1  | arachide          | wàngò               |                    |
| 2  | autre             | mbó                 |                    |
| 3  | avec              | nà                  | nà                 |
| 4  | bâton             | jɔ                  |                    |
| 5  | beaucoup          | kpásá               | gba                |
| 6  | calebasse         | tè, kàngó           | kàngú              |
| 7  | cent              | ngbàngbò            | ngbàngbò           |
| 8  | chanter           | za bía              | ye bía             |
| 9  | chercher          | ba                  | gi                 |
| 10 | coucher           | si ti               | sè ti              |
| 11 | courir            | kpɛ                 | kpɛ                |
| 12 | court             | ndo.ndo             | ndùru              |
| 13 | couteau           | sape                | zama               |
| 14 | dix               | ndǎ.ti kpàa         | swi koyi           |
| 15 | dos, derrière     | ngbo                | gongo              |
| 16 | enterrer          | hɔ̂                  | hɔ                 |
| 17 | épouse            | yà                  | ya                 |
| 18 | étroit            | fèkété              |                    |
| 19 | frère             | ngàmbè              | ngàmbì "cadet(te)" |
| 20 | frotter           | títà                |                    |
| 21 | habit             | bànga               | bɔ̀ngɔ              |
| 22 | jeu               | hènde               | le wele            |
| 23 | laver (se)        | gbɔ̀                 | gbɔ̰̀                |
| 24 | lutter, se battre | tírí                | tìrì               |
| 25 | maïs              | kírímì              |                    |
| 26 | mal (faire)       | cíà                 |                    |
| 27 | mari              | kɔ                  | kɔ́                 |
| 28 | mil               | mbìso               |                    |
| 29 | mollet            | v̂útù                |                    |
| 30 | montrer           | hí                  | hâ                 |
| 31 | nasse             | lía, yíla           | lía                |
| 32 | odeur             | fúrí                |                    |
| 33 | ordures (tas)     | rìgúwá              |                    |
| 34 | parler            | ndìrì               | tene               |
| 35 | pénis             | ná                  |                    |
| 36 | percer, coudre    | kó, sɔ́              | kóró               |
| 37 | pleuvoir          | ni                  | ni                 |
| 38 | pousser           | tɔ́ngɔ̀               |                    |
| 39 | préparer (boule)  | míngɔ̀               |                    |
| 40 | près              | tonondo             | tɔ̰                 |
| 41 | presser           | pórò                |                    |
| 42 | six               | wà.ku dàlè wà.jóngó | mana               |
| 43 | sœur cadette      | kagú                |                    |
| 44 | souffler (vent)   | yì                  | yà                 |
| 45 | tirer             | gbɛ̀                 |                    |
| 46 | trouver           | gbárà               |                    |
| 47 | vache             | bíta                |                    |
| 48 | vagin             | mú                  |                    |
| 49 | verser            | câ                  | sâ                 |
| 50 | vieillard         | katàrà, watàrà      | kangba             |
| 51 | vieux             | kpɛ.kpɛ             |                    |
| 52 | vingt             | gbúzò               | swi se             |

## Sources
- Raymond Boyd, « Le kpatiri ou gbāyī, une nouvelle langue du groupe ngbandi », dans Yves Moñino, Lexique comparatif des langues oubanguiennes, Paris, Geuthner, 1988, 35-49 p.
- Pascal Boyeldieu et Marcel Diki-Kidiri, « Le groupe ngbandi-sango-kpatiri », dans Yves Moñino, Lexique comparatif des langues oubanguiennes, Paris, Geuthner, 1988, 31-33 p.
- Yves Moñino, Lexique comparatif des langues oubanguiennes, Paris, Geuthner, coll. « Laboratoire de langues et civilisations à tradition orale (LACITO) », 1988, 146 p. (présentation en ligne)